# Agabus loeffleri
Agabus loeffleri är en skalbaggsart som beskrevs av Wewalka och Nilsson 1990. Agabus loeffleri ingår i släktet Agabus och familjen dykare. Inga underarter finns listade i Catalogue of Life.